# Héctor Rivadavia Gómez
Héctor Rivadavia Gómez Guillermo Sanguinetti (Dolores, 17 de julho de 1880 — Montevidéu, 25 de julho de 1931) foi um jornalista, atleta e político uruguaio. Foi um dos fundadores da Confederação Sul-Americana de Futebol (CONMEBOL). Foi o grande responsável por garantir que seu país, o Uruguai, fosse sede da primeira Copa do Mundo de Futebol em 1930.

## Jornalismo
No jornalismo, destacou-se como chefe de seção do jornal El Día desde 1897. Foi diretor dos jornais El Telégrafo, La Mañana e El Diario, sendo também fundador destes dois últimos.

## Política
Trabalhou para o Governo Uruguaio como diretor das Centrais Elétricas em 1905. Também foi diretor da Companhia de Correios e Telégrafos e representou a organização na reunião da União Postal Universal, em Roma, em 1906. Em 1919 dirigiu o Conselho de Menores.
Destacou- se como Deputado do Partido Colorado representando os departamentos de Canelones de 1908 a 1914, de Soriano, de 1920 a 1923, e de Montevidéu, de 1923 a 1926. Foi reeleito Deputado por Soriano de 1926 a 1929.

## Esportes
Foi presidente da Associação Uruguaia de Futebol de 1907 a 1912 e presidente da Montevideo Wanderers de 1915 a 1919 e em 1923.
Foi o criador, primeiro presidente e presidente honorário da Confederação Sul-Americana de Futebol entre 1916 e 1926. Criou e promoveu os campeonatos sul-americanos de futebol, primeira competição continental desenvolvida no mundo e hoje conhecida como Copa América .
Foi um fundamental enquanto representante da Associação Uruguaia de Futebol para a escolha de seu país como sede da primeira Copa do Mundo de Futebol no congresso da FIFA em Barcelona em 1929.